# Dorfkirche Grävenitz

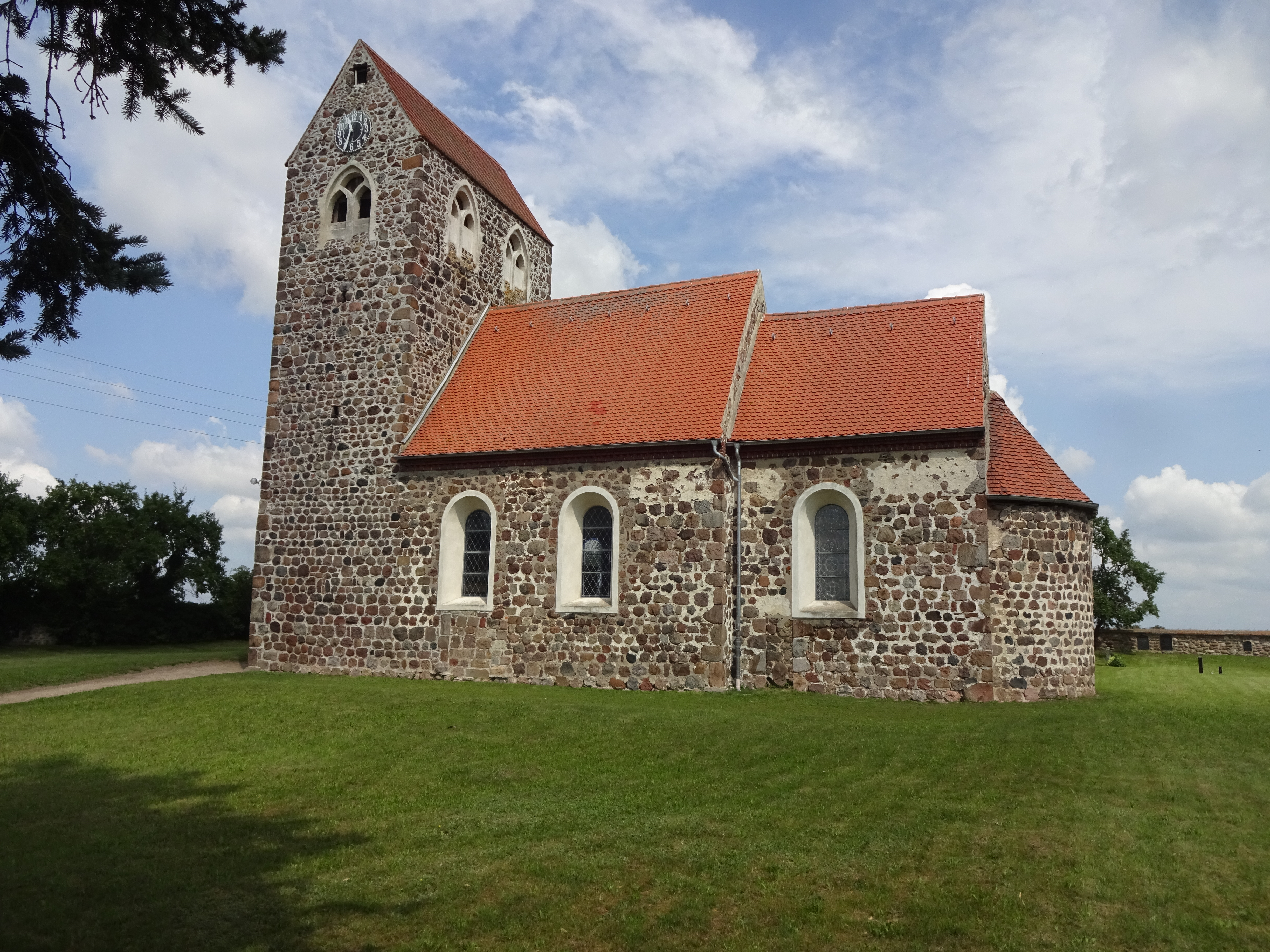
Dorfkirche Grävenitz

Die evangelische Dorfkirche Grävenitz ist eine romanische Saalkirche im Ortsteil Grävenitz von Bismark (Altmark) im Landkreis Stendal in Sachsen-Anhalt. Sie gehört zur Kirchengemeinde Grävenitz im Pfarrbereich Osterburg im Kirchenkreis Stendal der Evangelischen Kirche in Mitteldeutschland.

## Geschichte und Architektur
Die Dorfkirche von Grävenitz ist eine romanische Saalkirche aus Feldsteinmauerwerk in vollständiger Anlage mit eingezogenem Chor, Apsis und Westquerturm, die vermutlich aus der zweiten Hälfte des 12. Jahrhunderts stammt. Im Jahr 1860 erfolgte ein Umbau, wobei die Fenster vergrößert und ein Westportal eingebrochen wurden. In Schiff und Chor sind große Rundbogenfenster eingelassen. In der Apsis ist noch ein vermauertes romanisches Fenster zu sehen; Reste der ursprünglichen Portale sind noch im Mauerwerk an der Südseite zu erkennen. Das Glockengeschoss des Westturms ist mit gekuppelten spitzbogigen Schallöffnungen aus Backstein in spitzbogigen Blenden versehen, das Satteldach stammt aus späterer Zeit. Der Turmraum ist mit einer Quertonne überwölbt.
Das Innere ist durch eine flache Holzbalkendecke, einen runden Triumphbogen mit kräftigen Kämpfergesimsen bestimmt, die auch im Apsisbogen angebracht wurden.

## Ausstattung
Von der Ausstattung zu erwähnen ist ein schlichter geschwungener Kanzelkorb aus der Zeit um 1720, der an den Kanten mit geschnitzten Blattgehängen verziert ist. Die übrige Ausstattung stammt von 1880.
Der Altarschrein mit Mondsichelmadonna und zehn Schnitzfiguren ist heute im Altmärkischen Museum Stendal aufgestellt. Das Geläut besteht aus  zwei Glocken, eine aus Stahl und eine aus dem Jahr 1707 mit der Inschrift: „Graefenitz + anno 1707 °Gott allein die Ehr°“ und darunter: „ich bin zwar lebenslohs doch ruff ich stelt euch ein zur Kirchen die ihr wollt des himmels erben sein“.